# Ardsley (South Yorkshire)
Ardsley – wieś w Anglii, w hrabstwie ceremonialnym South Yorkshire, w dystrykcie metropolitalnym Barnsley. Leży 19 km na północ od miasta Sheffield i 243 km na północ od Londynu.